# Hrvatski pravopis Instituta za hrvatski jezik i jezikoslovlje
Hrvatski pravopis jest pravilnik hrvatskoga standardnog jezika preporučen za porabu u osnovnim i srednjim školama Republike Hrvatske, a nakladnikom mu je Institut za hrvatski jezik i jezikoslovlje. Nastao je iz htijenja za postizanjem jedinstvenoga i općeprihvaćenoga pravopisa hrvatskoga jezika, te kao pokušaj rješavanja prijepora u hrvatskoj pravopisnoj normi i praksi. Izradbu je preuzeo Institut za hrvatski jezik i jezikoslovlje, gdje je temeljna zamisao izložena Znanstvenomu vijeću Instituta 13. lipnja 2012. godine. Hrvatski pravopis IHJJ-a nastao je kao rezultat rada znanstvenika Instituta i zainteresiranih jezikoslovaca i drugih zainteresiranih govornika hrvatskoga jezika koji su sudjelovali u javnoj raspravi o pravopisnim pravilima koja je trajala od 15. travnja do 15. svibnja 2013. godine.

## Povijest
Radoslav Katičić, kao predsjednik Vijeća za normu hrvatskoga standardnog jezika, uputio je 19. listopada 2006. godine ministru Draganu Primorcu dopis u kojem traži od njega raspisivanje natječaja za temeljne jezične priručnike, među kojima je i pravopis, a Dunja Brozović-Rončević iznijela je Vijeću prijedlog Instituta za hrvatski jezik i jezikoslovlje, koji je predstavljala u Vijeću za normu hrvatskoga standardnoga jezika, o pisanju jedinstvenoga pravopisa kao neautorskoga djela jer je to jedini način da se konačno riješe prijepori i sredi pravopisna norma i praksa u Hrvatskoj, ali do toga nije došlo dobrim dijelom i zbog činjenice da na taj dopis iz Ministarstva nikad nije stigao odgovor.
Unatoč činjenici da je Hrvatski školski pravopis imao preporuku Ministarstva znanosti, obrazovanja i športa RH, postojanje i uporaba drugih pravopisa (Anića i Silića iz 2001., Badurine, Markovića i Mićanovića iz 2007. i Babića i Moguša iz 2010.) u javnome prostoru, a posebno u odgojno-obrazovnome sustavu, dovelo je do sve češćih zahtjeva profesora hrvatskoga jezika okupljenih oko Hrvatskoga pedagoško-književnog zbora i Društva profesora hrvatskoga jezika da resorno Ministarstvo ipak propiše jedan pravopisni priručnik. Kao rješenje pravopisnoga nereda suizdavač Anić-Silićeva pravopisa Slavko Goldstein predložio je u veljači 2012. godine novoimenovanom ministru Željku Jovanoviću propisivanje jedinstvenoga pravopisa, a prvi korak bio bi objavljivanje Osnovnoga pravopisnoga rječnika u koji bi ušle pravopisne dvostrukosti, te bi se naknadnim praćenjem utvrdilo koja je od njih češća u uporabi i ta bi pravopisna rješenja bila propisana najkasnije krajem 2014. godine za sve škole.
Željko Jovanović je od samoga stupanja na snagu ministra znanosti, obrazovanja i sporta najavljivao donošenje jedinstvenoga pravopisa, te kako će on načiniti sve što je potrebno u cilju donošenja jedinstvenoga pravopisa. Za Jutarnji list ministar je izjavio kako će podrobno proučiti zamisli Slavka Goldsteina, te imenovati radnu skupinu od tri člana koja će biti zadužena za izradbu temeljnoga rječnika i naznačiti priznate jezikoslovce koji bi bili recenzentima jedinstvenoga pravopisa. Nedugo nakon te najave ministar Željko Jovanović raspustio je Vijeće za normu hrvatskoga standardnog jezika s obrazloženjem da Vijeće u svojih sedam godina djelovanja nije odradilo jedno od temeljnih pitanja zbog kojega je i osnovano, a to je rješavanje pravopisnoga pitanja.
Unatoč već praktički postignutome dogovoru ministra Željka Jovanovića s posebnim savjetnikom premijera Zorana Milanovića za kulturu Slavkom Goldsteinom o načinu rješavanja pravopisnih problema u hrvatskome školstvu, novoizabrani ravnatelj Instituta za hrvatski jezik i jezikoslovlje Željko Jozić, vodeći se Strategijom Instituta, iznio je u lipnju 2012. godine ideju da Institut kao krovna znanstvena ustanova za proučavanje hrvatskoga jezika treba riješiti hrvatski pravopisni problem. Osnovne postavke koje je iznio bile su: pravopis će načiniti znanstvenici iz Instituta, radna inačica pravopisa stavit će se na internet na jednomjesečnu javnu raspravu, a nakon eventualnih preinaka nakon javne rasprave dat će se na recenziju stručnjacima te će naposljetku biti postavljen na internet potpuno besplatno kao javno dobro.
Navedeni su i svi autori, ali uz napomenu da će konačnu inačicu pravopisa usuglasiti i dati pravorijek znanstvenici u Znanstvenome vijeću Instituta, a ako ikad bude tiskan kao knjiga, na njegovim koricama neće biti navedeni autori.
Radna inačica (bez pravopisnoga rječnika) Hrvatskoga pravopisa objavljena je na mrežnoj adresi http://pravopis.hr/ 15. travnja, a istoga je dana objavljena i distribuirana uz Večernji list u gotovo 100.000 primjeraka. U javnu raspravu uključilo se više od 400 jezikoslovaca i stručnjaka raznih struka te ostalih zainteresiranih govornika hrvatskoga jezika, a nakon što je Uredništvo neke primjedbe potpuno, a neke djelomično prihvatilo, konačna inačica usvojena je na sjednici Znanstvenoga vijeća Instituta 4. lipnja 2013. godine.
Konačna inačica je proslijeđena recenzentima: Anti Beženu s Učiteljskoga fakulteta u Zagrebu (pokretaču peticije za donošenje jedinstvenoga pravopisa), Ivanu Zoričiću s Filozofskoga fakulteta u Puli (bivšemu članu Vijeća za normu hrvatskoga standardnog jezika), Marku Aleriću s Filozofskoga fakulteta u Zagrebu te Marijani Horvat i Ankici Čilaš Šimpraga s Instituta za hrvatski jezik i jezikoslovlje. Sve su recenzije postale javne na dan kad je Hrvatski pravopis Instituta za hrvatski jezik i jezikoslovlje postao javno dobro na adresi pravopis.hr 27. lipnja 2013. godine. Kao tiskano izdanje Hrvatski pravopis predstavljen je u Muzeju Mimara 16. prosinca 2013. godine.